# ازدواج سنتی

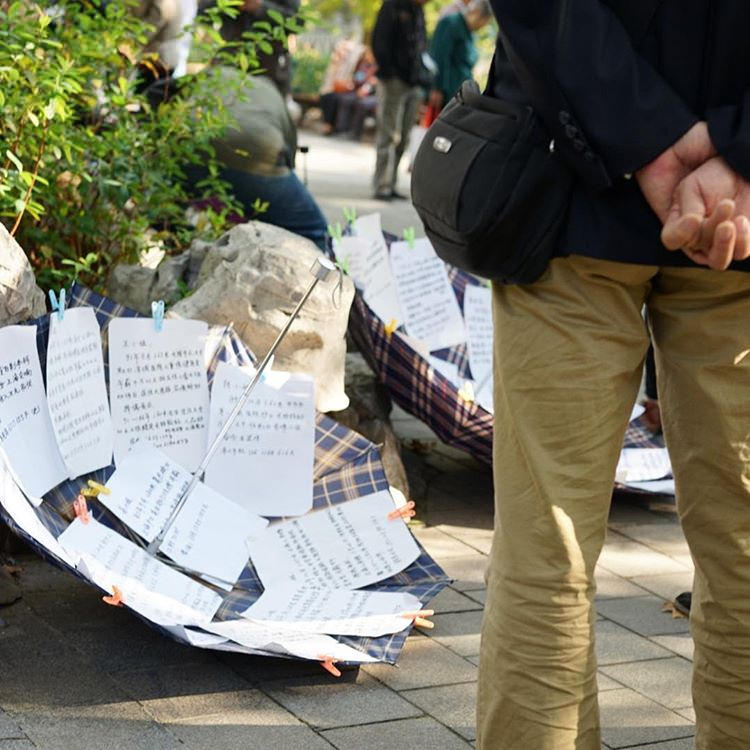
ازدواج سنتی

ازدواج سنتی یا ازدواج تعیین شده (به انگلیسی: Arranged marriage) به ازدواجی گفته می‌شود که زن یا شوهر با پیشنهاد خانواده یا دیگران دست به ازدواج می‌زند. این نوع ازدواج در تضاد با ازدواج عاشقانه (به انگلیسی: Love marriage) است.
این ازدواج را نباید ازدواج اجباری در نظر گرفت؛ چون در این ازدواج معمولاً پسر و دختر قبول می‌کنند که با رضایت خودشان ازدواج کنند.

## دلایل ازدواج سنتی
- فقر
- بالارفتن سن
- ملاحظات فرهنگی
- دلایل مذهبی